# Tautra kloster
Tautra kloster (latin: Monasterium Sanctæ Maria de Tuta insula) är en ruin av ett tidigare cistercienserkloster uppfört 1207 på ön Tautra i Trondheimsfjorden, Norge. Klostret upphörde 1532, i samband med reformationen. Av byggnaderna återstår idag en ruin av klosterkyrkan, som ägs och förvaltas av Fortidsminneforeningen. Sedan 1999 finns ett nutida Tautra Mariakloster, det första cistercienserkloster som öppnat i Norge efter reformationen, en knapp kilometer från det ursprungliga Tautra kloster.

## Historia

### Platsen
Tautra har åtminstone periodvis varit bebodd sedan övergången från bronsålder till järnålder, och på öns nordligaste del, nära klosterruinen, finns fornfynd daterade till 755–410 f.Kr. Under vikingatid var ön troligen bebyggd, med spår av båthus och gravrösen på södra Tautra. Riksantikvaren har också antagit att det på ön funnits en stenkyrka redan innan klostret upprättades.
Det finns inget känt källmaterial som styrker varför ön Tautra valdes som plats för klostret. Ön ligger strax utanför Frostahalvön, som under andra halvan av 900-talet blev ett av Norges viktigaste politiska maktcentra när Frostatinget samlades där. Tinget var ett av de fyra lagtingen, och som sådant samlingsplats för Trøndelag och hela norra Norge. På andra sidan Trondheimsfjorden, i väster, låg staden Nidaros (dagens Trondheim) inom synhåll från klostret. Här fanns Nidarosdomen och Nidaros ärkestift, som var Norges religiösa maktcentrum under medeltiden. Utöver närheten till makten framhåller Fortidsminneforeningen och Riksantikvaren även avskildheten, cistercienserordens krav på närhet till vatten samt de goda förutsättningarna för jordbruk som tänkbara orsaker till att Tautra valdes ut som plats för det nya klostret.

### Upprättandet av klostret på Tautra
Tautra klosters invigning 1207 gör klostret till det yngsta av de medeltida cistercienserkloster som från mitten av 1100-talet etablerades i Norge. Det grundades av munkar från Lyse kloster vid Bergen, som lämnade Lyse 1205 för att stifta ett nytt kloster i Trøndelag. Riksantikvaren tror att det kortlivade Munkeby kloster i närbelägna Levanger ödelades vid en brand i slutet av 1100-talet och att Tautra därmed kom att ersätta Munkeby. Flottorp och Halvorsen menar i stället att Munkeby kloster blev underställt abboten vid Tautra kloster. Källorna är eniga om att Munkeby kloster lades ned strax efter att Tautra grundades, medan Tautras verksamhet fortsatte fram till reformationstiden. Fortidsminneforeningen konstaterar att Munkebys jordegendomar överfördes till Tautra.
Tautra kloster invigdes den 25 mars 1207 på Marie bebådelsedag, och var likt de flesta av cistercienserordens kloster helgat till Jungfru Maria. Klostrets latinska namn var Monasterium Santctæ Maria de Tuta insula, Sankta Maria kloster på Tuta (Tautra) ö.

### Verksamhet vid klostret

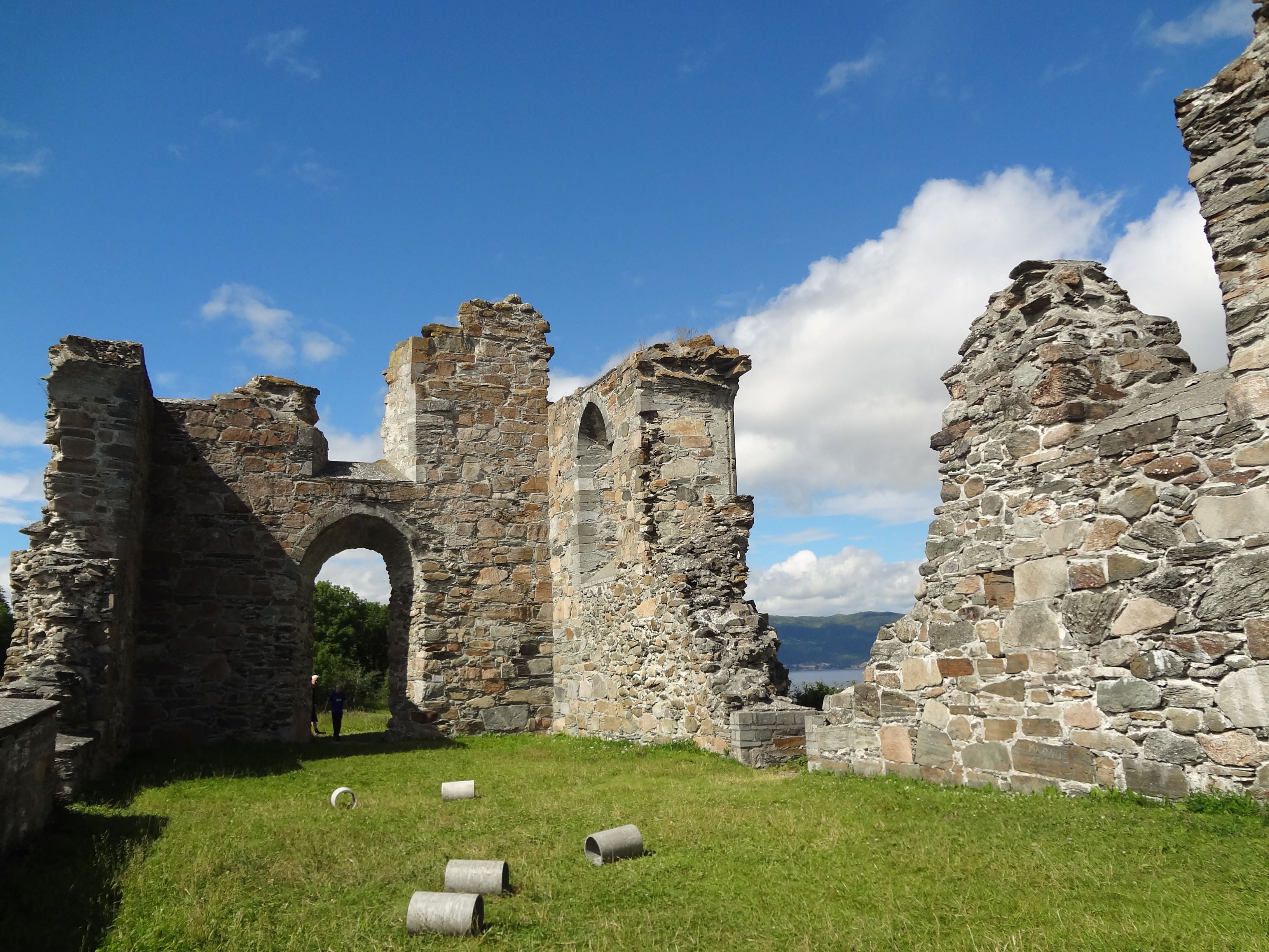

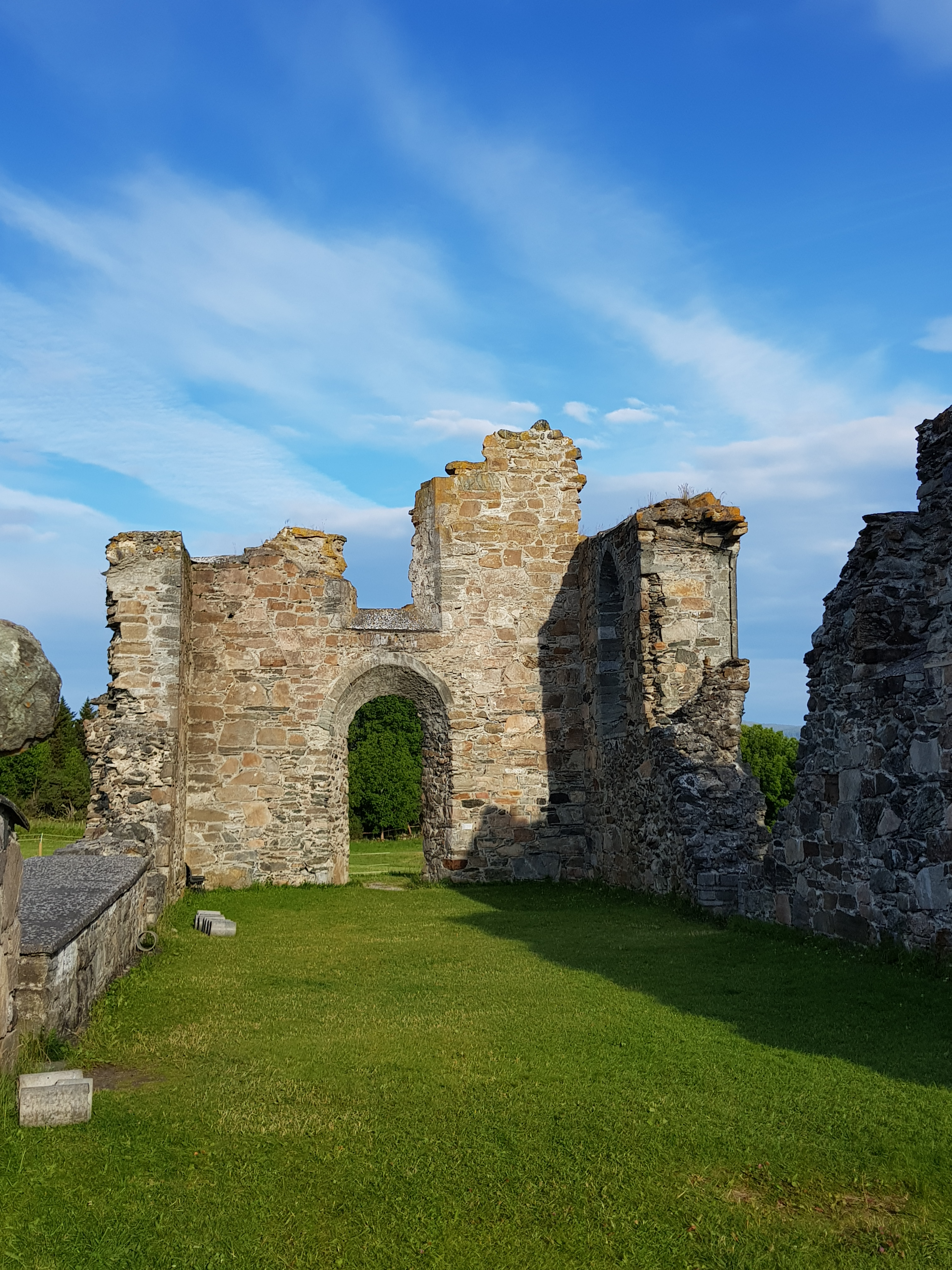

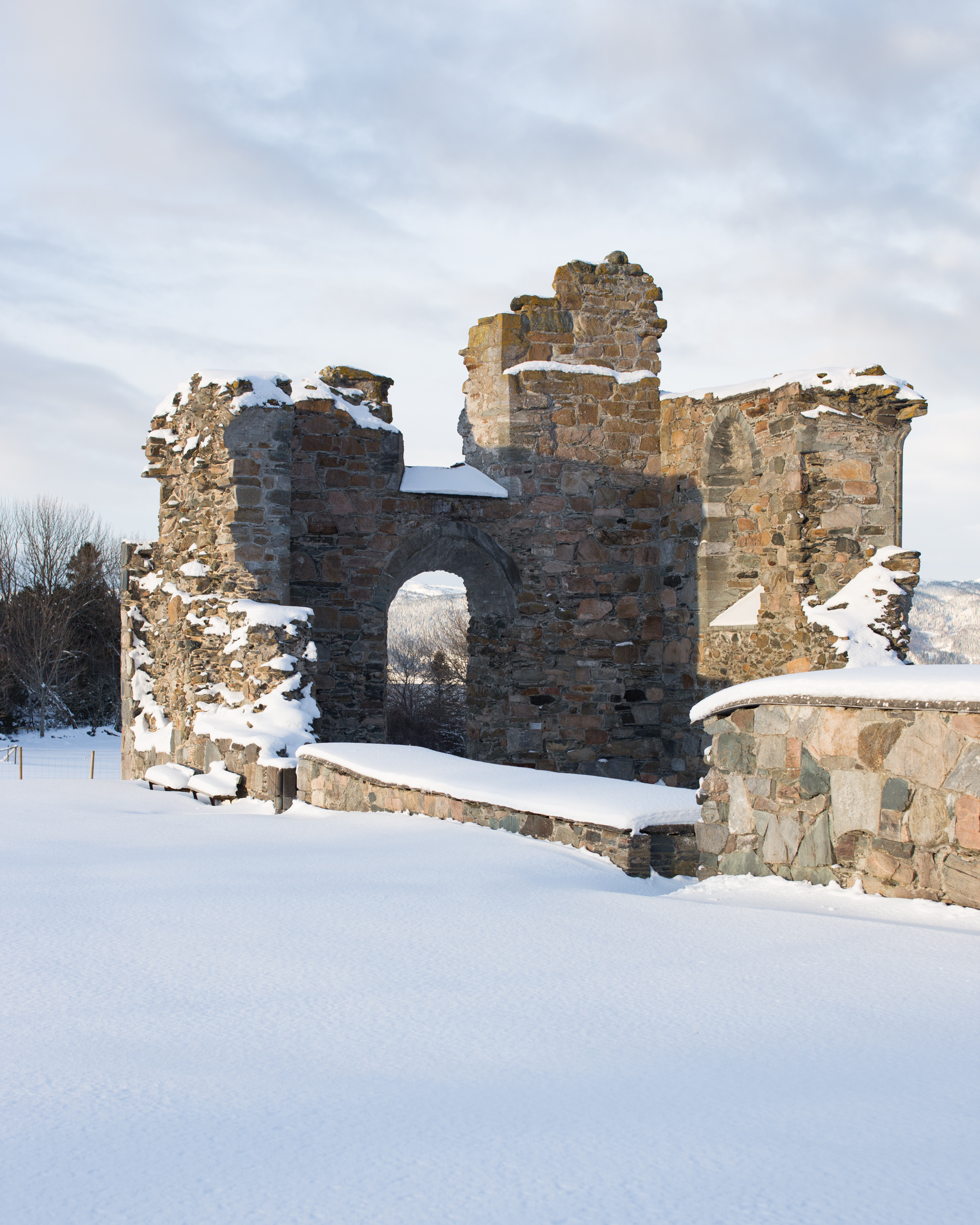

Enligt isländsk sagalitteratur brann Tautra kloster redan 1251. Verksamheten verkar dock ha fortsatt. Munkarna bedrev fiske, jordbruk med omfattande djurbesättning samt hantverk. Fåravel var en del av jordbruket, och fårrasen Tautersau har fått namn efter Tautra. Historiskt har antagits att spanska och engelska får togs till ön av munkarna. I modern tid har det dock visats att fåren importerades först under 1770-talet.
Flera källor framhåller spåren av en klosterträdgård. Peder Claussøn Friis skriver 1632 om "en skiøn Abelhafu som Munckene der hafue ladet plante" (en vacker äppelträdgård som munkarna där låtit plantera). Trädgårdsforskning visar förekomst av en förvildad form av akviljea samt bäckveronika på Tautra, med trolig bakgrund i klostrets örtagård. Riksantikvaren har registrerat körsbär, nypon, nötter, ek och hagtorn, men konstaterar att det saknas en egentlig dokumentation eller växtförteckning för klostrets odlingar. Det finns också rikligt med ask på området, trots att ön ligger vid den norra gränsen för trädets utbredning. Forskare har kunnat visa att ask odlats vid två andra norska kloster, vilket fått dem att anta även Tautra haft liknande trädplanteringar.
Klostret var en stor markägare, och i början av 1500-talet hörde 167 gårdar till klostret, varav bara 22 på närbelägna Frosta på fastlandet. Övriga egendomar fanns i ett vidsträckt område i Trøndelag och på Nordmøre. Vid klostret ska det även ha funnits snickeri, smedja och verktyg för en glasmästare. Den mat och de varor som inte behövdes för klostrets räkning såldes vidare.
Även inom kyrkans sfär verkar klostret ha varit väletablerat. Redan på 1220-talet nämndes abboten av Tautra som möjlig kandidat till ärkebiskopsämbetet i Nidaros. Vid två tillfällen valdes också abboten av Tautra till ärkebiskop av Nidaros. En av dem, abbot Birger, nekades att tillträda ärkebiskopsämbetet av påve Clemens IV den 18 mars 1265, på grund av hans "födelsefel". Troligen var han född utom äktenskapet. Andra tecken på Tautras ställning inom kyrkan är påve Gregorius IX uppdrag till abboten av Tautra att tillsammans med priorn av Holms kloster och priorn för dominikanerklostret i Nidaros undersöka den förre ärkebiskop Øystein Erlendssons liv och mirakel, som underlag för en eventuell helgonförklaring. Andra munkar vid Tautra hade uppdrag som domare och skiljemän, vilket tyder på klostrets samhällsfunktion i området. Vidare fanns ett klosterbibliotek som strax före reformationen ska ha innehållit 75 band, en väsentlig mängd litteratur under medeltiden.

### Ekonomisk nedgång och sönderfall
Tautra kloster upphörde som självständigt kloster 1532, strax innan reformationen. Bakgrunden var, enligt historikern Christian C.A. Lange, den ekonomiska oreda som abbot Matthias Henrikssøn orsakat. Henrikssøn beskrivs av Lange som en "grundfördärvad prelat". Han var munk i Sorø kloster i Danmark, och det var abbotarna i Sorø och Herrevads kloster som 1510 utsåg fader Henrikssøn till abbot av Tautra. Tautra beskrevs då som nära sin undergång och med endast ett fåtal munkar verksamma i klostret.
Som abbot på Tautra pantsatte Matthias Henrikssøn klostrets jordegendomar, medan kyrksilvret pantsattes eller fördes bort. När klostrets ekonomi brakade samman lämnade han Tautra. Lange menar att källorna är otydliga, men att Henrikssøn först begav sig till Hovedøya kloster utanför Oslo, där han utsågs till abbot och upprepade en liknande process. I oktober 1525 skrev biskopen av Oslo till ärkebiskop Olav Engelbrektsson att han avsatt Henrikssøn som abbot för Hovedøya, för att förhindra att klostrets andliga verksamhet helt skulle upphöra. Det framgår också att Henrikssøn fått förnyat förtroende som abbot för Tautra av sina ordensbröder i Danmark.
Ärkebiskop Olav verkar så småningom ha kallat Henrikssøn inför rätta, för 1530 greps han på Tautra och ställdes inför en andlig domstol. En av åtalspunkterna var att han inte inställt sig inför ärkebiskopen för att svara för sig. Anklagelseakten innehöll också våld, brott mot kyrkofriden samt underlåtelse att fullfölja prästerliga plikter såsom att fira mässa, läsa tidebönerna och hålla fasta. Henrikssøn ska också ha avstått från att delta i otte- och aftonsången, skällt sina bröder för lutheraner och kättare samt använt olämpligt språk inför munkar, noviser och klostrets andra unga män. Bland ekonomiska brott nämns bedrägeri mot klostrets bönder, oriktiga avgifter, att ha sålt kyrksilver från Tautra och Bergen, samt att ha underlåtit att underhålla klostret. "Hans kyrka rinner som ett såll och klostrets jordar är förfallna" citerar Lange.
Domstolens beslut är inte känt, men 11 april 1531 pantsatte Henrikssøn fyra av klostrets gårdar till riksrådet Herr Niels Lykke, för att kunna betala ärkebiskopen en stor summa pengar. Strax därefter överlät han hela klostret och dess tillgångar till Lykke, mot löfte om stora penningsummor. Avtalet stadfästes av kung Frederik I den 1 maj 1532, varvid Niels Lykke också utsågs till föreståndare för Tautra kloster och dess gods. Lange fann ytterligare ett brev från samma tid, till abbot Matthias Henrikssøn från cistercienserorden om att han måste vidta rättelse. Därefter försvann prästen ut ur källorna.
Genom att åtala Niels Lykke för otukt med sin svägerska lyckades ärkebiskop Olav återkräva Tautra kloster och dess gods i juli 1535. Vid det laget var dock klostrets ekonomiska ställning kraftigt påverkad och upphörandet nära.

### Klostrets upplösning
Kung Kristian III:s reformation i Danmark och Norge ledde till tvist med den katolskt inriktade ärkebiskop Olav. Den 1 april 1537 gick ärkebiskopen i landsflykt, och Tautra kloster drogs in till kronan.
När församlingsindelningen och kyrkans ekonomi i Trondheims stift granskades av Kristian IV 1589 i den så kallade Reformatsen (norska: Reformats av 1589, Trondhjems stifts geistlige sager anliggender) omnämndes inte Tautra klosterkyrka, vilket innebar att den inte tilldelats någon roll som sockenkyrka. På 1770-talet hade visserligen historikern Gerhard Schøning framfört att invånarna i byn Leksvika, på fastlandet norr om Tautra, ursprungligen saknat egen kyrka och därför rott över till Tautra för kyrkogång. De ska också ha gjort dagsverken för klostret. Påståendet är dock inte daterat och kan gälla både före och efter reformationen. Idén som sådan strider mot den gängse bilden av klosterväsendets avskildhet från omvärlden, och Øren Kvande understryker att Schønings utsaga inte är belagd i andra källor. Hon konstaterar dock att det också finns folksägner i området om att klosterkyrkans roll som församlingskyrka skulle ha upphört efter en förlisning under en kyrkrodd.
Efter reformationen kan klosterkyrkan ha fungerat som privatkapell för gården Tautras ägare, men Riksantikvaren betonar att inte heller detta går att utläsa med bestämdhet av källorna. I anklagelseakten mot abbot Mathias Henrikssøn år 1530 framhålls att klosterkyrkan läcker vatten "som ett såll", och i Peder Claussøn Friis historiska beskrivning av Norge (1632) anges att muren är förfallen. Claussøn Friis källa antas vara lagmann Jan Simenssøn som avled redan 1570. Förfallet har alltså skett relativt snart efter att klostret stängdes, vilket i vart fall talar emot teorin om fortsatt kyrklig verksamhet på platsen.

## Abbotar och framträdande företrädare
Någon herdelängd för klostret verkar inte vara tillgänglig, men historikern och riksantikvarien Christian C.A. Lange, som också deltagit i utgrävningarna av Tautra kloster 1884, nämnde i sitt verk De norske Klostres Historie i Middelalderen (1856) ett flertal innehavare av rollen som abbot.
- Sigurd av Tautra. Bortstött från cistercienserorden genom beslut av generalkapitlet i Cîteaux 1218, men därefter återtagen och insatt som abbot.[18] Deltog i riksmötet i Bergen 1223. Valdes av Nidaros domkapitel till ärkebiskop av Nidaros 1224, men på förslag av kung Håkon Håkonsson och biskop Nikolas Arnesson av Oslo utsåg påve Honorius III i stället Peter av Husastad och Sigurd blev aldrig ärkebiskop.[26]
- Birger i Tautra. Valdes av Nidaros domkapitel till ärkebiskop av Nidaros 1264. Efter att ha vistats vid kurian i Rom vintern 1264/1265 utan att lyckas få sin utnämning bekräftad återvände han till Norge med oförrättat värv.[18][27]
- Thorer. Abbot kring 1280.[27]
- Kristian. Abbot åtminstone under åren 1300–1303. Den 31 oktober 1301 hörde han vittnesmål mot kaniken Ingjald av Hamar och prästen Audun Joka, som utövat våld mot abbot Arne av Nidarholm; senare bannlyste han dem. Kristian bannlyste även församlingar och kloster som undanhållit domkapitlet i Nidaros deras rättigheter.[18][28]
- Audun. Deltog vid biskopsmötet i Nidaros 1313 där påve Clemens V:s skattebrev till munkordnarna i Norge kungjordes.[27]
- Jens. Abbot någon gång under 1400-talet. Omnämns i avtal med ärkebiskopen av Nidaros.[20]
- Christiern. Omnämns som abbot electus till Tautra 1502.[20]
- Matthias Henrikssøn har närmare beskrivits ovan.
- Peter. Abbot utsedd av ärkebiskop Olav, klostrets siste ledare innan det upphörde. Eventuellt prior redan under Matthias Henrikssøns tid som abbot.[29]

Thorfinn den helige tros ha varit cisterciensermunk i Tautra, innan han blev biskop av Hamar och slutligen flydde Norge efter att ha försvarat Sættargjerden, det konkordat som kungen och ärkebiskopen ingått och som reglerar maktförhållandet mellan den norska kungen och kyrkan. Thorfinn testamenterade 20 norska mark till klostret 1285, och helgonförklarades 1345.
Broder Stefan, munk vid Tautra, ska ha utmärkt sig genom att bland annat ha förespått reformationen, bygget av Steinvikholm och flera av de händelser som följde av 1537 års kyrkoordning. Lange menar att munken därför blev vida omtalad under reformationsåren. Stefan blev senare abbot vid Gudsberga kloster i Dalarna.

## Byggnaderna

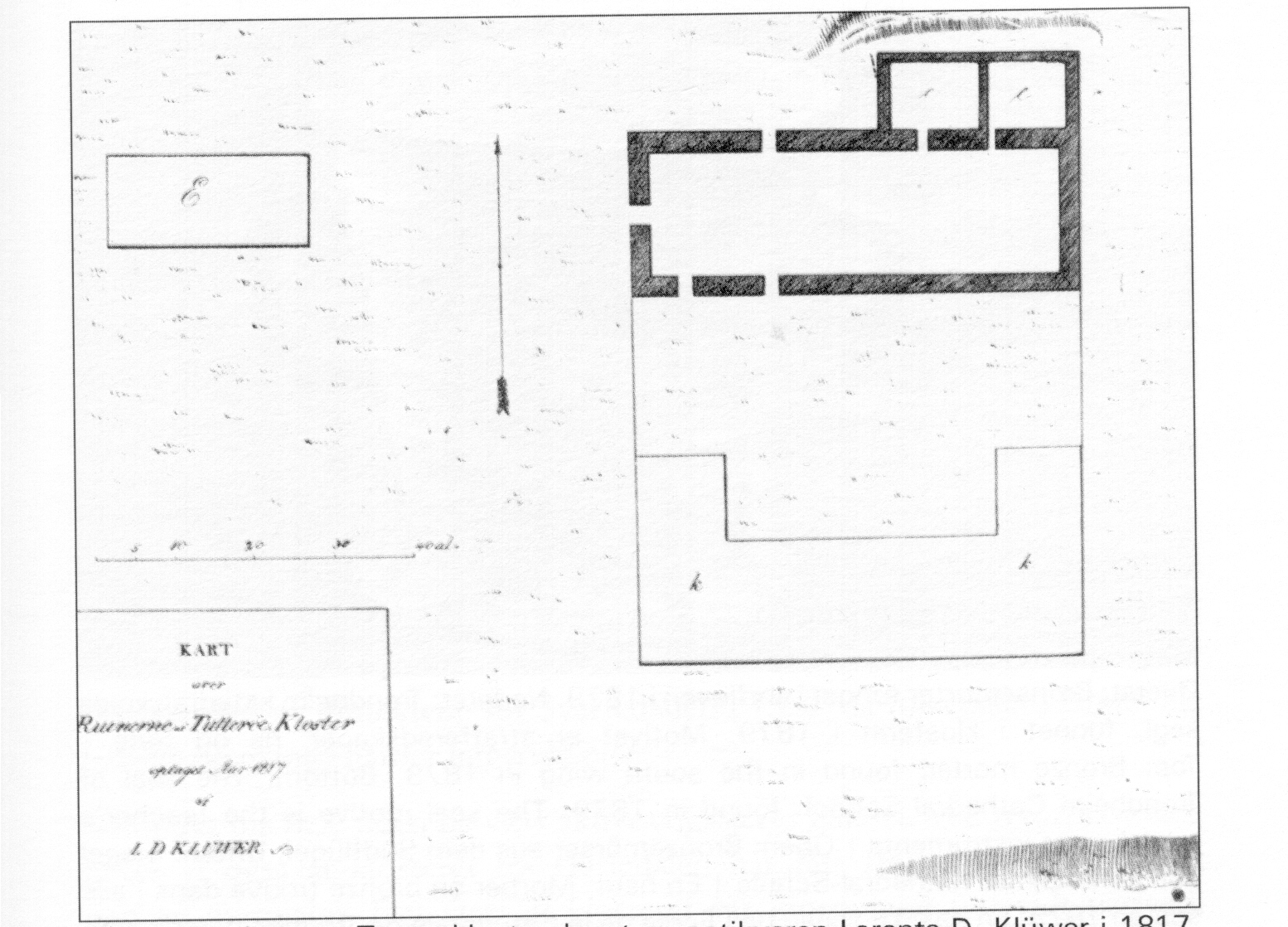
Grundskiss över klosterkyrkan, med de två kapellen på norrsidan. Klüwer (1817).

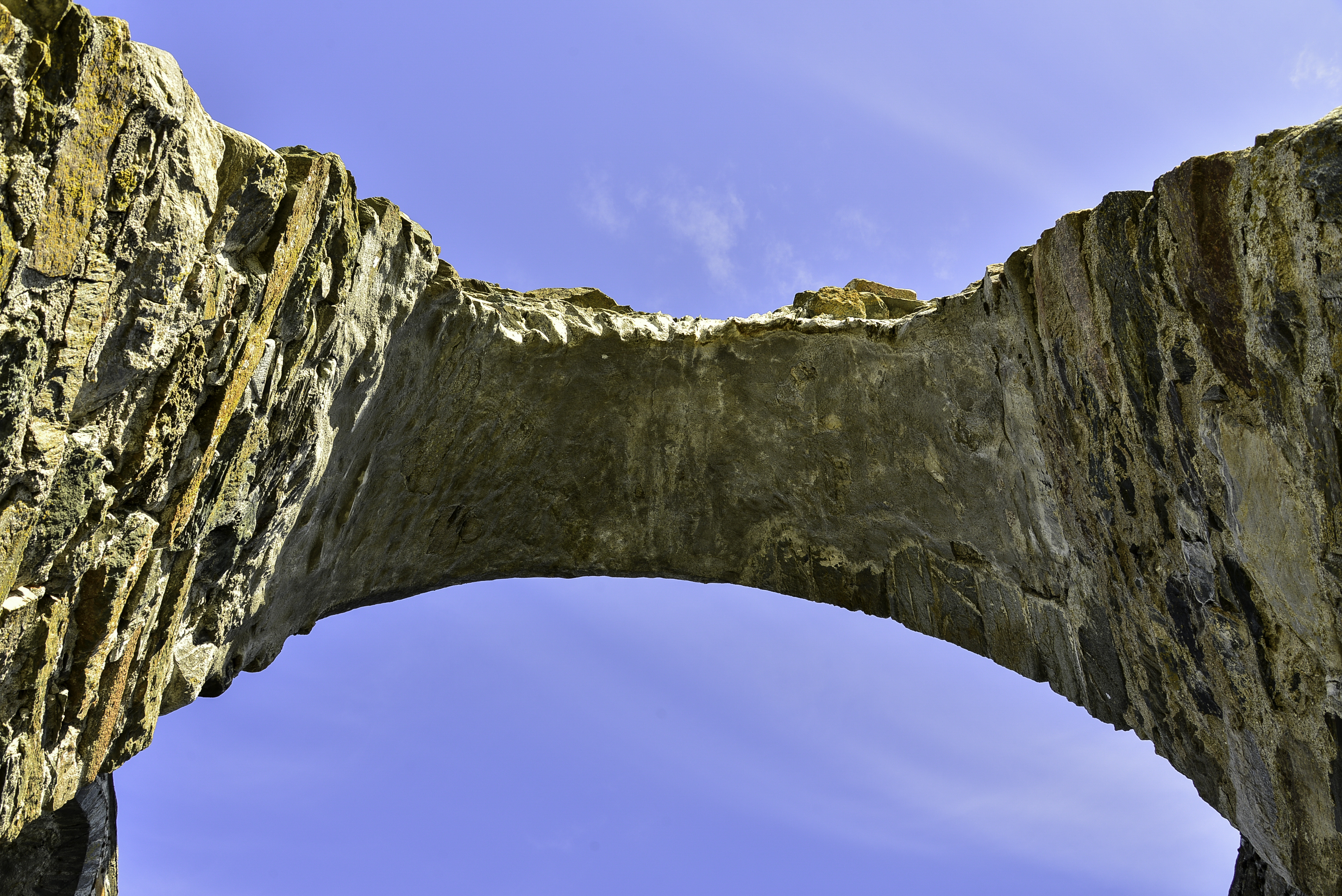
Valvbåge från klosterruinen.

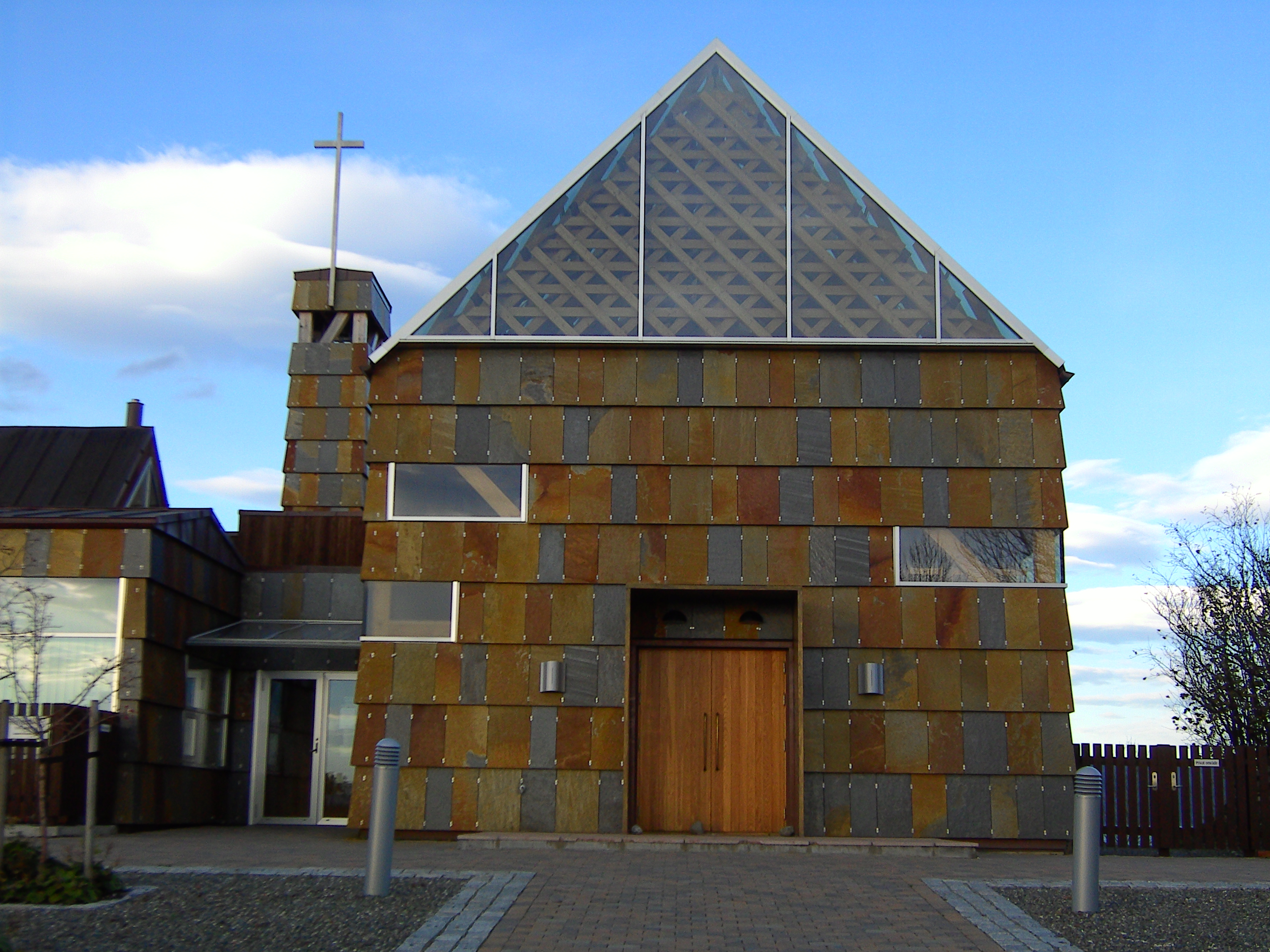
Klosterkyrkan i Tautra Mariakloster (2006). Exteriör.

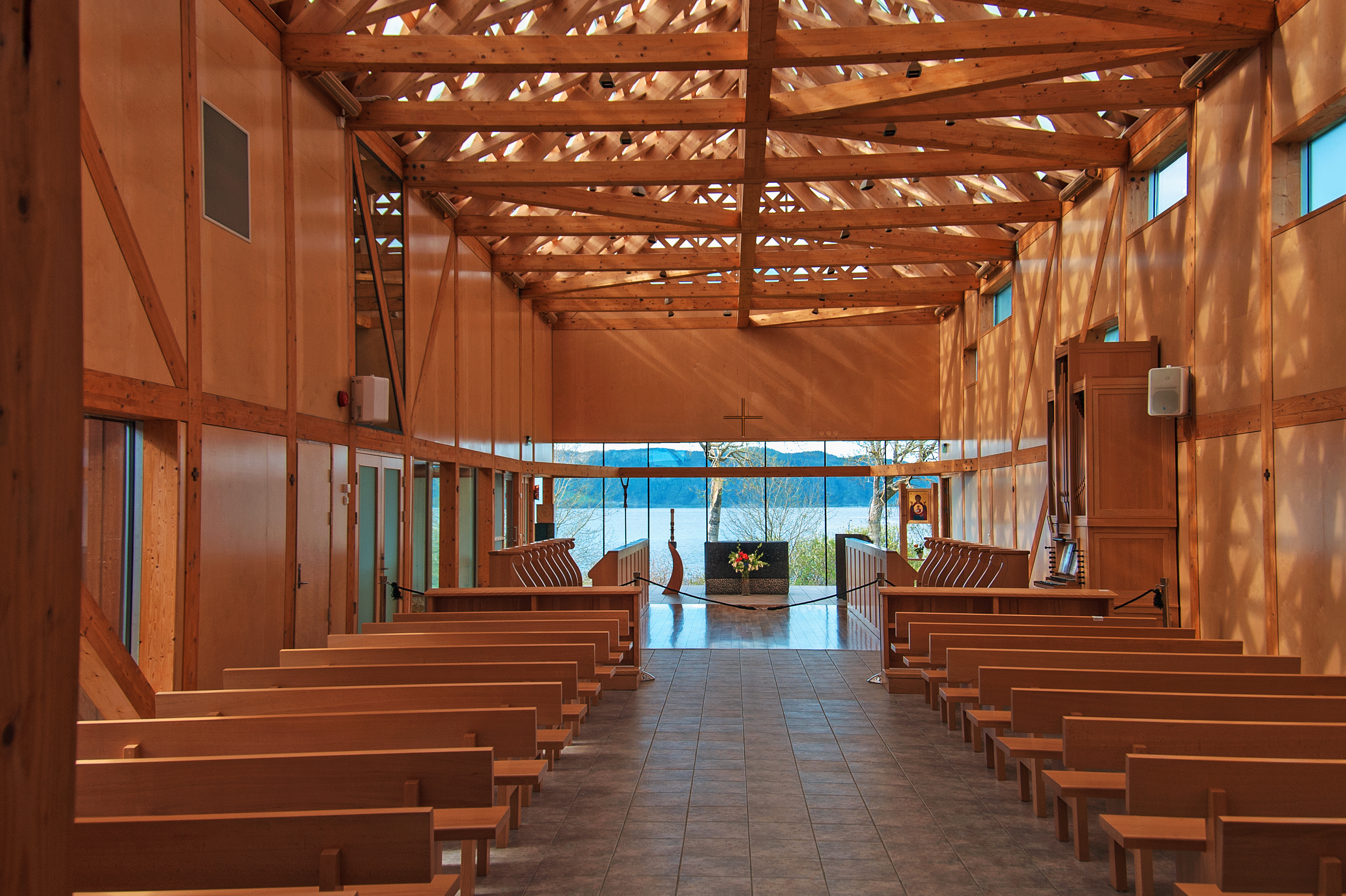
Klosterkyrkan i Tautra Mariakloster (2006). Interiör.

Klosterkyrkan är uppförd med långskeppet i öst-västlig riktning och koret i öster, enligt traditionen. Den är murad av bruten täljsten och förstärkt med huggen kvadersten i marmor vid öppningar i muren och utvändiga hörn. Kyrkan är rektangulär, och var utvändigt 36,5 meter lång och 13,5 meter bred. Då taket och de övre stenlagren har fallit ned uppskattas nockhöjden till 14 meter. Kyrkorummet hade inga murade valv, utan öppna takstolar. Det stora antalet fönster verkar ha gett kyrkan en relativt ljust intryck.
På kyrkans norra sida finns spår av en byggnad som tolkats som ett kapell eller sakristia, med ingång från koret och utgång mot kyrkogården, troligen en porta mortuorum, en dödsportal där de avlidnas bår fördes ut för begravning. Traditionellt var kyrkogårdar placerade på norrsidan av kyrkan, men på Tautra ligger den öster om koret.
I långskeppet finns dörrar mot norr och söder, samt en traditionell västportal med spår av en spetsbåge. Enstaka utsmyckningar såsom vulster, alkover, kolonner och kapitäl finns bevarade, men arkitekturen beskrivs som sparsmakad eller stram. Av kyrkans stil, utsmyckning, stenhuggarmärken samt skriftliga källor om cisterciensermunkarnas verksamhet i Norge drar Riksantikvaren slutsatsen att det troligen funnits en mindre stenkyrka på Tautra redan innan klosterkyrkan restes, vars stenar sedan återanvändes när den större klosterkyrkan uppfördes. Ett tydligt exempel är de kvadersten i marmor som nämnts i föregående stycke.
Fram till 1850-talet var det möjligt att se stenhuggarnas bomärken, men dessa finns inte bevarade idag och deras utformning är okänd. Inredning och utformning av kyrkorummet är inte bevarad, men Fortidsminneforeningen har skapat en 3D-visualisering av såväl kyrkan som klosterområdet, utifrån de forskningsrön som finns om byggnaderna.

## Tautra kloster under 1900- och 2000-talet

### Utgrävning och restaurering
Idag är alltså klosterkyrkan en ruin, ödelagd av väder och vind samt genom att ha fungerat som stenbrott. Sten från Tautra kloster kan bland annat hittas i ladugårdsgrundar i området samt i befästningsverk i Trondheim. Periodvis har klostret och ön använts för olika militära ändamål, men ön har i huvudsak varit i privat ägo sedan 1660-talet.
Jacob von der Lippe Hansen köpte ruinerna 1846 och gav dem som gåva till Fortidsminneforeningen som grundats två år tidigare. Tautra kloster blev därmed föreningens första egendom. En första utgrävning gjordes 1851, varvid man bland annat grävde ut delar av kyrkorummet och fann ett altare, cirka 2,5 meter långt och 1,26 meter brett. En uppskattad höjd över golvet är 0,84 meter.
Restaurering har sedan skett 1879, 1884 och 1901. Under 1879 tillät föreningen även utgrävningar söder om kyrkan, där man fann spår av träbyggnader kring en trolig klausur eller korsgång. Träbyggnaderna har stått på stengrund, vilket tolkats som att de härstammar från klostrets första tid då kyrkbygget prioriterades. Samtidigt fann man fundament för två större flygelbyggnader i öster och söder, uppförda i sten. Andra fynd innefattar verktyg och mindre husgeråd, samt en stylus avsedd för vaxtavlor. Vid 1884 års restaurering upptäcktes även kvarlevorna efter två människor strax framför altaret.
Ytterligare restaureringar har skett under 1920-talet och sedan i stort sett varje årtionde mellan 1950 och 1993, innan det skedde ett uppehåll i verksamheten mellan 1993 och 2010. Sedan hösten 2009 är Tautra klosterruin del i Riksantikvarens ruinprojekt.

### Tautra Mariakloster (1999)
Tautra Mariakloster är ett nyinrättat nunnekloster, som tillhör cistercienserorden och grenen trappister. Det nya klostret är beläget på södra delen av ön och grundades 1999. Det blev ett självständigt priorat den 25 mars 2006. Den prisbelönta klosterbyggnaden färdigställdes i juli 2006, och är ritad av Jensen & Skodvin Arkitektkontor. Två långa flyglar bildar ett slutet klosterområde, där den norra änden utgörs av klosterkyrkan. I koret utgör vyn ut över Trondheimsfjorden altartavla. Inom klosterområdet finns även en korsgång och mindre byggnader för klostrets verksamheter. Byggnaderna invigdes den 12 maj 2007 i närvaro av drottning Sonja, som visat ett särskilt intresse för klostrets tillkomst.